# Feierstätte der Schlesier

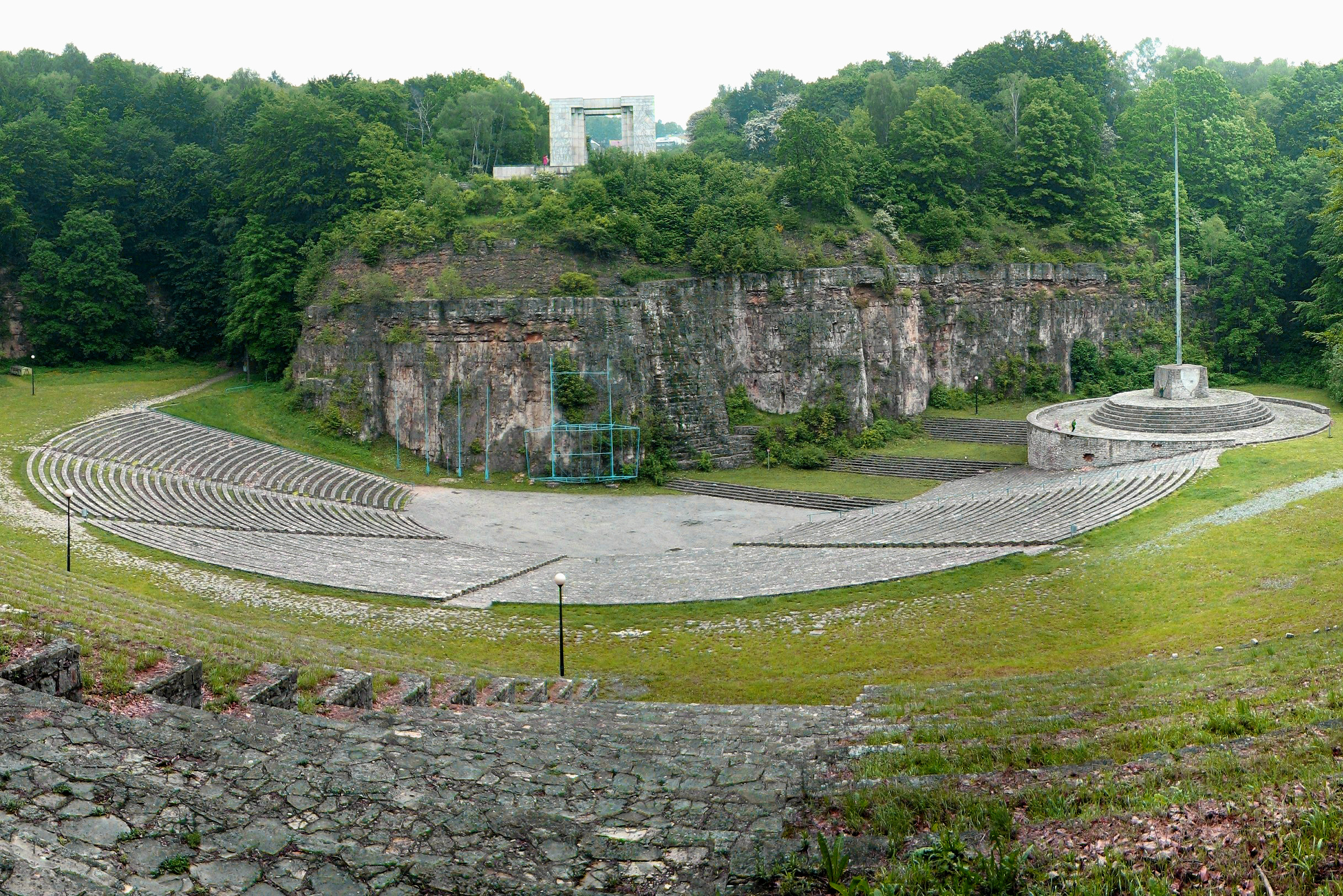
Das heutige Freilichttheater, oberhalb das Denkmal für die Aufstände in Oberschlesien (1955)

Feierstätte der Schlesier, auch Feierstätte Annaberg hieß eine 1938 fertiggestellte nationalsozialistische Thingstätte im Kuhtal auf dem St. Annaberg in Oberschlesien am westlichen Ende der Ortschaft Sankt Annaberg. Das Freilichttheater besteht bis heute.
Auf dem Felsplateau oberhalb der Anlage befand sich von 1938 bis 1945 das nationalsozialistische Ehrenmal Annaberg (auch Freikorpsehrenmal). 1955 wurde dort das Denkmal für die Aufstände in Oberschlesien errichtet.
Das gesamte Areal und Bauensemble trägt heute den polnischen Namen Pomnik i amfiteatr na Górze Świętej Anny - Monument und Amphitheater auf dem St. Annaberg.

## Architektur

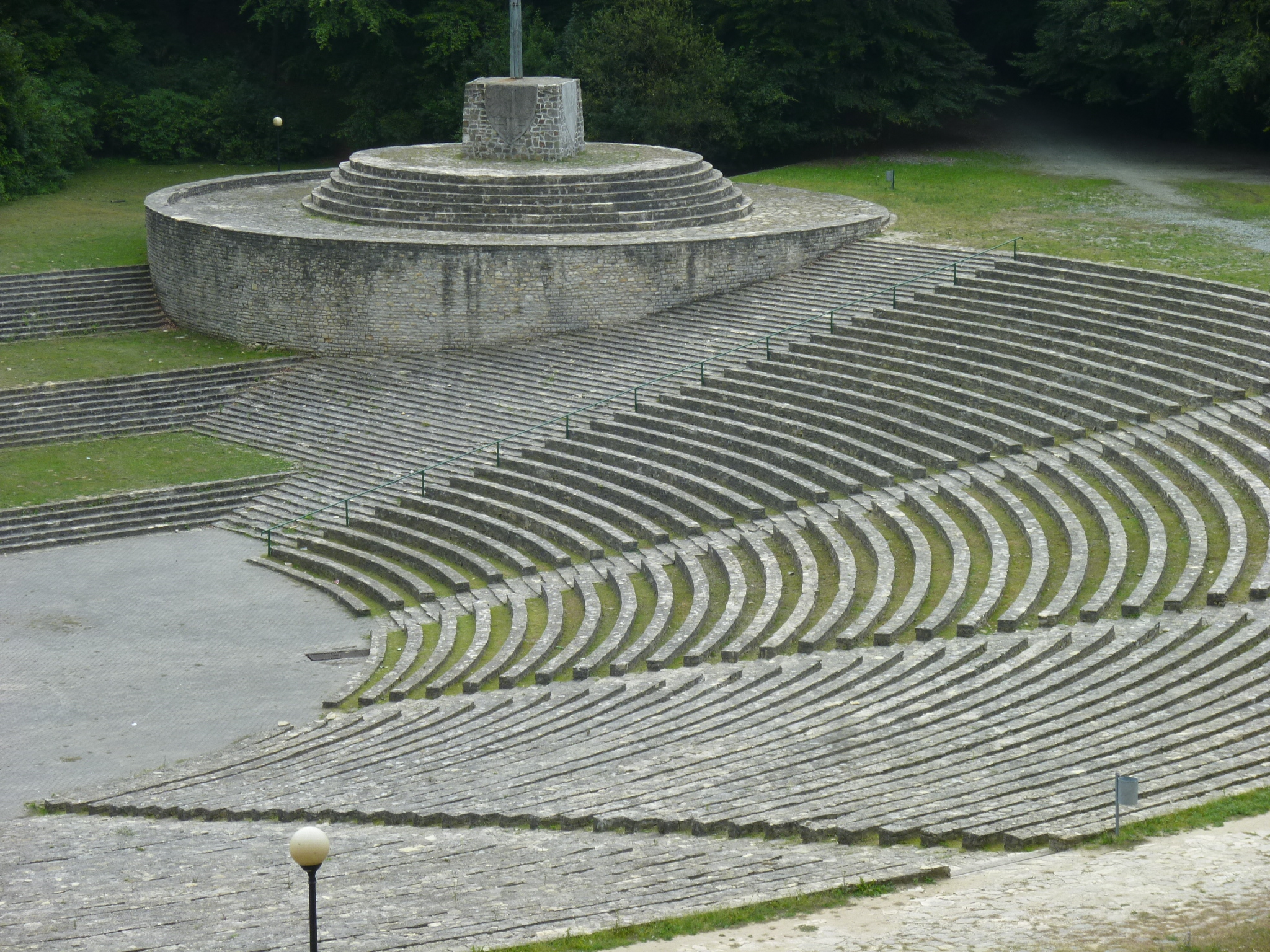
Sitzplatztribünen und
Fahnenkanzel

Die ehemalige Feierstätte besteht aus im Halbkreis in den Hang eingearbeiteten Sitzplatztribünen, welche auf den zentralen Platz (Bühne) ausgerichtet sind. Eine 35 m hohe Felswand aus Kalkstein bildet den Hintergrund bzw. die Kulisse. Die Anlage umfasst 7.000 Sitzplätze und 20.000 Stehplätze sowie bei Ausnutzung weiterer Flächen (wie beispielsweise der Treppen) Platz für insgesamt bis zu 50.000 Personen. Da die Feierstätte eher für Versammlungen als für Thingspiele angelegt wurde, fehlt ein komplexer Bühnenaufbau.
Seitlich der Zuschauertribünen bzw. der Bühne befindet sich eine runde Fahnenkanzel, die als Versammlungsplatz für Fahnen- und Standartenträger gedacht war. Die Fahnenkanzel fasste 200 Personen.
Die Anlage wurden aus Kalkstein gebaut; dieser wurde überwiegend vor Ort auf dem Annaberg gewonnen.

## Baugeschichte

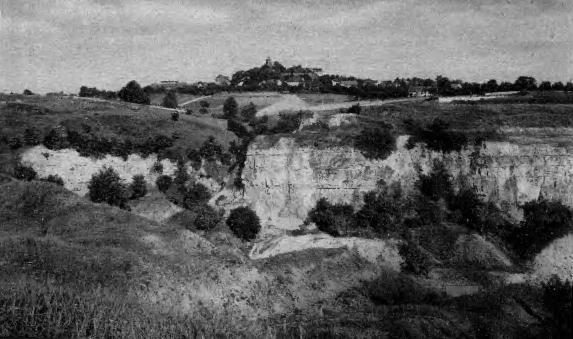
Das Kuhtal vor dem Bau

Der Oberpräsident gab am 20. Januar 1934 den Auftrag, eine geeignete Stelle für eine oberschlesische Feier- und Weihestätte zu finden. Das ausgewählte Gelände auf dem Annaberg, in einem Tal an der Stelle eines früheren Steinbruchs,  war im Eigentum der Gräfin Franken-Sierstorpff. Damit die Architekten ihren Entwurf machen konnten, wurde das Gelände umfangreich vermessen und die angefertigten Karten dem Reichsbund der Deutschen Freilicht- und Volksschauspiele in Berlin vorgelegt.
Am 14. Juli 1934 wurde der erste Spatenstich für den Bau getan, bei den Feierlichkeiten war der Oberpräsident anwesend und hielt eine Ansprache. Zu der Zeit sprach man noch von einer „Thingstätte der Oberschlesier“. Geplant wurde das Theater durch Franz Böhmer und Georg Petrich aus Berlin, die den Auftrag durch den Reichsbund erhielten. Den ursprünglichen Planungen nach sollte der Bau zwei Jahre dauern, die Bauzeit betrug schließlich vier Jahre. An dem Bau waren zunächst Arbeiter des Reichsarbeitsdienstes (u. a. der Arbeitsdienst aus Groß Strehlitz und das Lager Elsenruh) beteiligt, die mit einfachen Werkzeugen den Baugrund für die Tribünen modellierten, ab 1936 wurden auch Privatfirmen für Spezialarbeiten eingesetzt.

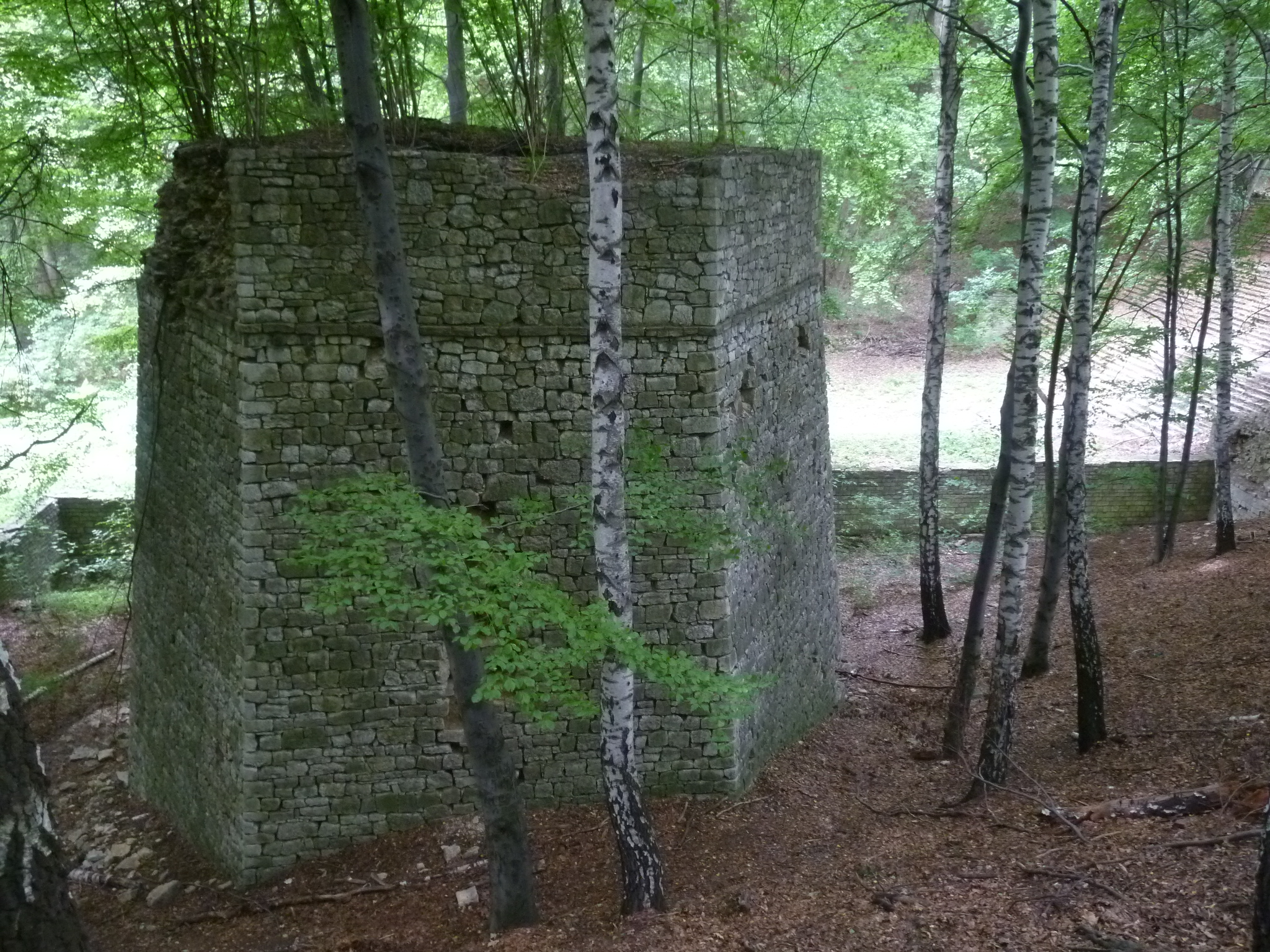
Erhaltener Kalkofen des ehemaligen Steinbruchs

Vom Steinbruch verbliebene Halden mussten abgetragen werden. Mit dem Lorenaufzug wurden täglich etwa 30 bis 35 Kubikmeter Erdreich zur oberen Plattform gebracht. Südlich der Feierstätte an der Zufahrtsstraße und der großen Freitreppe befanden sich zwei Kalköfen als Überreste des Kalksteinbruchs. Während ein Kalkofen erhalten blieb, wurde der zweite Ofen wegen seiner fortgeschrittenen Baufälligkeit während der Bauarbeiten abgerissen. Der vorhandene Kalkofen stand damals bereits unter Denkmalschutz.
Da sich im Kuhtalgraben nach starkem Regen ein temporärer Wildbach bildete, wurde für die Feierstätte ein Entwässerungssystem mit Röhren angelegt. Das Hauptrohr hat einen Durchmesser von zwei Metern und ist 200 Meter lang. Danach wurden bis zu 250 Arbeiter für den Bau eingesetzt.
Am 24. September 1937 waren die Arbeiten zu großen Teilen abgeschlossen und es wurde Richtfest gefeiert. Die Feierstätte wurde am 22. Mai 1938 eröffnet. Die Entstehung soll nicht nur über die vier Jahre fotografiert worden sein, sondern wurde auch dokumentarisch gefilmt. Zudem wurden jedes Jahr neue Modelle und Gemälde angefertigt.

## Infrastruktur
Um die großen Menschenmengen bei den Veranstaltungen zu versorgen, wurden Wasserleitungen verlegt und fünf Wasserzapfstellen mit 60 Wasserhähnen gebaut. Diese sind heute nicht mehr erhalten. Zuletzt wurde das Kuhtal mit Laub- und Nadelbäumen bepflanzt. Der größte Teil der Besucher sollte u. a. über die Bahnhöfe in Odertal und Bergstadt zur Anlage gelangen. Für weitere Besucher wurde ein PKW-Parkplatz erbaut und ein Radfahrweg mit Stellplätzen für Fahrräder.
Nach Fertigstellung der Anlage sollte der Ort Annaberg weiter ausgebaut werden. Außerdem wurden neben der Feierstätte eine Jugendherberge errichtet und neue Zufahrtsstraßen zum Annaberg gebaut. Entlang des Ortes sollte ein noch fehlendes Teilstück der Reichsautobahn Berlin-Beuthen verlaufen. Sie blieb jedoch unvollendet. Geplant war ein Kulturhaus, u. a. als Versammlungsraum und Sitz einer Heimatstube oder eines Heimatmuseums. Weitere Bauprojekte wurden, wohl auch aufgrund des Kriegsbeginns, nicht mehr realisiert.

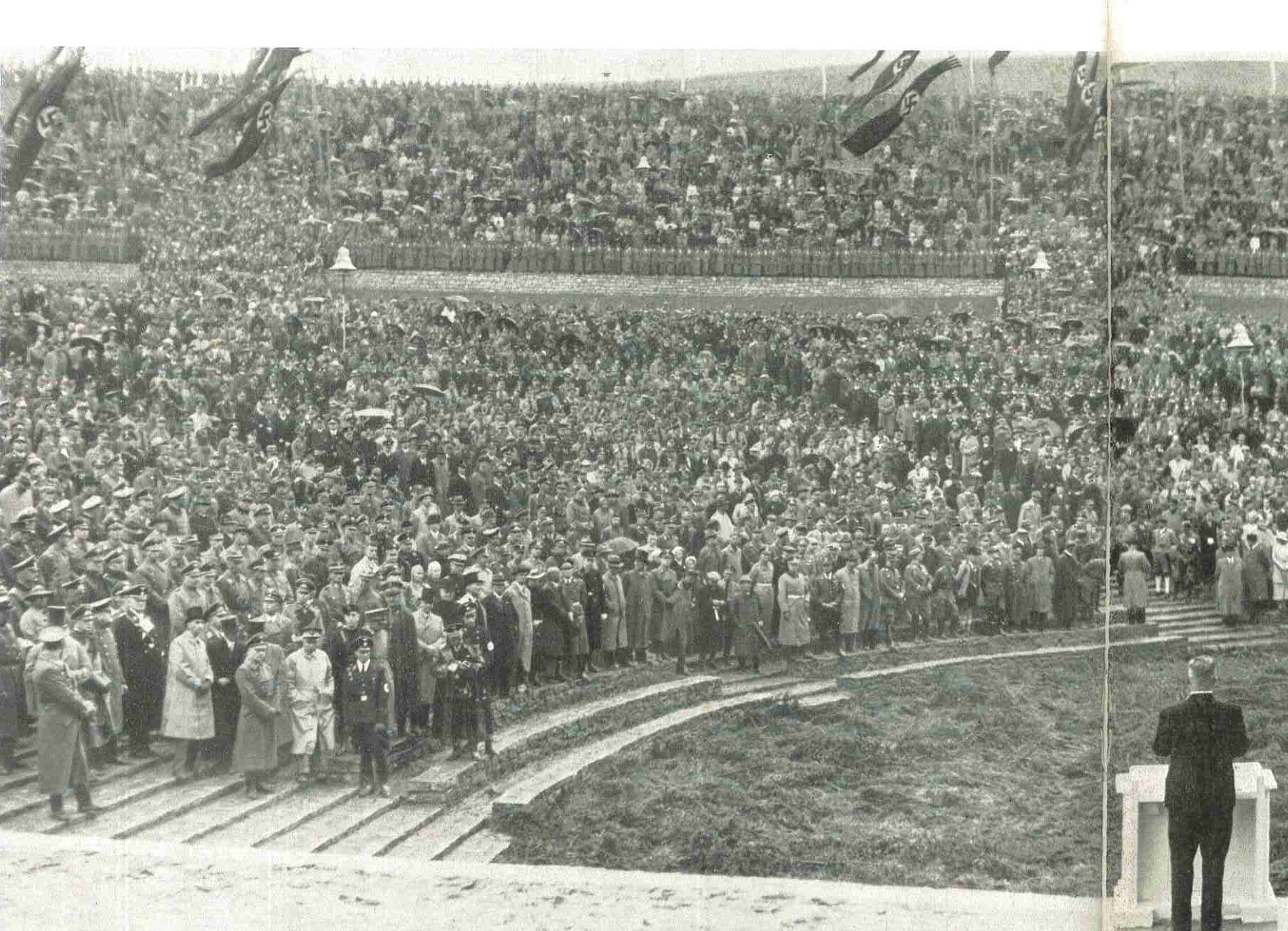
Feierlichkeiten auf der Feierstätte 1938

Anlässlich der Eröffnung des Ehrenmals wurden in der Feierstätte mehrere Reden gehalten, darunter von Siegfried Emmo Eulen, dem Vorsitzenden des Volksbund Deutsche Kriegsgräberfürsorge. Im Publikum anwesend waren diverse ehemalige Freikorps-Mitglieder.

## Ehrenmal
Um an die Kämpfe am Annaberg von 1921 und den dort gefallenen deutschen Freikorps-Kämpfern zu erinnern, sollte auf Wunsch der Provinz an der Steilwand der Feierstätte eine Gedenktafel aus Bronze angebracht werden. Während der Planungen entschied man sich für ein monumentales Ehrenmal auf dem Felsplateau oberhalb der Feierstätte. Dieses wurde ebenfalls 1938 eingeweiht. Nach 1945 wurde es abgerissen.